# Jordan Clifford Smith
Jordan Clifford Smith (South Normanton, Reino Unido, 8 de diciembre de 1994) es un futbolista inglés. Juega de guardameta y su equipo es el Hibernian F. C. de la Scottish Premiership.

## Trayectoria

### Nottingham Forest
Después de pasar por la academia de Nottingham Forest, para quien había jugado desde los siete años pasó una temporada en préstamo con Ilkeston y Nuneaton Town. Hizo su debut profesional con Forest el 11 de febrero de 2017, entrando como suplente en el minuto 23 ante el Norwich City por el lesionado Stephen Henderson. Smith mantuvo su primera portería a cero para Forest el 25 de febrero cuando el club empató 0-0 ante el Wigan Athletic.
Tras impresionar en la portería acordó un nuevo contrato con el club el 4 de abril para extender su estadía hasta 2020. La buena forma de Smith continuó en el último juego de la temporada en casa ante el Ipswich Town cuando, con el marcador en 0– 0, hizo dos paradas vitales; el último de los cuales fue descrito por el gerente Mark Warburton como "de clase mundial". Forest ganó el juego 3-0 para garantizar la seguridad del descenso a la Liga Uno, a expensas del Blackburn Rovers.
El 16 de noviembre de 2018 se unió al Barnsley de la English Football League One con un préstamo de emergencia por siete días.
El 10 de enero de 2019 se unió al Mansfield Town de la English Football League Two hasta el final de la temporada 2018-19.

## Clubes
| Club                                | País       | Año           |
| ----------------------------------- | ---------- | ------------- |
| Nottingham Forest F. C.             | Inglaterra | 2013-2023     |
| Ilkeston F. C. (cedido)             | Inglaterra | 2014-2015     |
| Nuneaton Town F. C. (cedido)        | Inglaterra | 2015-2016     |
| Barnsley F. C. (cedido)             | Inglaterra | 2018          |
| Mansfield Town F. C. (cedido)       | Inglaterra | 2019          |
| Huddersfield Town A. F. C. (cedido) | Inglaterra | 2023          |
| Stockport County F. C.              | Inglaterra | 2023-2024     |
| Hibernian F. C.                     | Escocia    | 2024-presente |